# Brahmspreis
El Brahms-Preis o Premi Brahms és una distinció honorífica alemanya instaurada per la Brahms-Gesellschaft Schleswig-Holstein (trad.: Societat Johannes Brahms de Slesvig-Holstein) el 1988. Comprèn un premi de 10.000 euros, amb el qual la societat vol reconèixer cada any un/a artista o una iniciativa que mantingui viu l'heretatge cultural de Johannes Brahms.

## Premiats
- 1988: Leonard Bernstein i l'Orquestra Filharmònica de Viena
- 1990: Yehudi Menuhin, violinista i director d'orquestra
- 1993: Lisa Smirnova, pianista
- 1994: Philharmonie der Nationen
- 1995: Hanno Müller-Brachmann, baix-baríton
- 1996: Els professors Renate i Kurt Hofmann del Brahms-Institut de Lübeck
- 1997: Detlef Kraus, pianista
- 1998: Dietrich Fischer-Dieskau, baríton
- 1999: Stephan Genz, baríton
- 2000: Christian Tetzlaff, violinista
- 2001: Sabine Meyer, clarinetista
- 2002: Thomanerchor (Leipzig)
- 2003: Manfred Sihle-Wissel, escultor
- 2004: Lars Vogt, pianista
- 2005: Dresdner Kreuzchor
- 2006: Musikhochschule Lübeck i el seu Brahms-Institut
- 2007: Thomas Quasthoff, baríton
- 2008: Simone Young i els Philharmoniker Hamburg
- 2009: Gerhard Oppitz
- 2010: El càrrec de recerca de l'edició completa de Johannes Brahms a la Universitat de Kiel
- 2011: Anne-Sophie Mutter
- 2012: Fauré Quartett, quartet amb piano
- 2013: Matthias Janz i el Flensburger Bach-Chor
- 2014: Benjamin Moser, pianista, i Johannes Moser, violoncel·lista
- 2115: Thomas Hengelbrock, director d'orquestra
- 2016: Christoph Eschenbach, pianista i director d'orquestra
- 2017: Herbert Blomstedt, director d'orquestra.[3]
- 2018: Christiane Karg, soprano.[4]
- 2019: Pieter Wispelwey, violoncel·lista, i Paolo Giacometti, pianista[5]
- 2020: Midori, violinist[6]
- 2023: de and the Madrigalchor Kiel[7][8][9]
- 2024: Kent Nagano, conductor[10][11]